# 地底侏儒
地底侏儒（也被称为斯奈布力族）是角色扮演游戏《龙与地下城》中所虚构的侏儒族生物。他们居住在很深的地底，数量不多。根据侏儒的传说，地底侏儒是由他们的主神加尔·闪金从红宝石里产生出来的。
地底侏儒大多是战士，擅长打造武器和盔甲，喜爱开采地底的宝藏。他们在同族间可以通过心灵感应传递消息。
地底侏儒有一句口头禅：“石头在上”（Magga Cammara, by the stones），类似于人类的“老天爷”的意思。